# Angiopteris pruinosa
Angiopteris pruinosa là một loài dương xỉ trong họ Marattiaceae. Loài này được Kunze mô tả khoa học đầu tiên năm 1846.